# Oncidium kraenzlinii
Oncidium kraenzlinii är en orkidéart som först beskrevs av O'brien, och fick sitt nu gällande namn av Mark W. Chase och Norris Hagan Williams. Oncidium kraenzlinii ingår i släktet Oncidium och familjen orkidéer. Inga underarter finns listade i Catalogue of Life.